# Giorgio Armani
Giorgio Armani, Armani (Джорджо Армані) — італійський виробник одягу, шкіряних виробів, взуття, годинників, прикрас, окулярів, косметики та житлового оздоблення.
Підприємство засновано 1975 року у Мілані Джорджо Армані. У Мілані розташована штаб-квартира.
Продажі у 2014 році — 2,53 млрд євро.
Армані налічує десятки фабрик з виробництва одягу, сотні бутиків в різних країнах світу, заводи з виготовлення парфумів, аксесуарів для дому, а також меблів.

## Торгові марки
Торгові марки одягу від найдорожчого до найдешевшого:
- Giorgio Armani Privé — лінія розкішного одягу приватного розкрою;
- Giorgio Armani — основна торгова марка розкішного готового одягу;
- Emporio Armani — друга торгова марка Giorgio Armani повсякденного готового одягу;
- EA7 | Emporio Armani — спортивний стиль лінії Emporio Armani;
- Armani Collezioni — масова торгова марка;
- AJ | Armani Jeans — торгова марка джинсового одягу;
- Armani Junior — торгова марка для малюків, дітей та підлітків до 16 років;
- AX | Armani Exchange — недорога торгова марка одягу вуличного провокативного стилю.

Інші торгові марки Giorgio Armani:
- Armani/Casa — торгова марка меблів й декору;
- Armani/Dolci — кондитерська торгова марка:
- Armani/Fiori — торгова марка квіткового сервісу флористів;
- Armani/Hotels — мережа готелів та курортів.

### Emporio Armani
Весь одяг, що виготовляє компанія Emporio Armani, розрахований на молодих покупців пропонуючи речі на масове виробництво. Emporio Armani одна з найдорожчих та найпоширеніших ліній, випущених будинком моди Giorgio Armani. Продукція, що входить до цієї марки, включає в себе: «ready-to-wear» чоловічий та жіночий одяг, сонцезахисні окуляри, парфуми, аксесуари та годинники.

### Armani Jeans
Armani Jeans — колекція дифузійної лінії одягу, пов'язаної з джинсами, створена у 1981 році Джорджо Армані. «Армані Джинс» в основному продаються в універмагах, хоча у світі є безліч вільних магазинів Armani Jeans, крім кафе Armani Jeans у Мілані. Деякі предмети Armani Jeans продаються в магазинах Emporio Armani.
Ця лінія одягу не відображає простоту підпису Джорджо Армані. Кольори, які використовуються більш різноманітні, ніж ті, що в його більш високих лініях.
В Україні Armani Jeans представлена двома бутіками у Києві.

### Armani Exchange
Armani Exchange була запущена у 1991 році в США. Вона створює модні та стильні речі та відома своїми іноді провокаційними рекламними кампаніями. Натхненна вуличною шикарною культурою та танцювальною музикою, вона орієнтована як на більш доступну марку Armani.
Продукти Armani Exchange доступні виключно в 270 магазинах у 31 країні та на вебсайті бренду.
В Україні Armani Exchange представлена 2 бутіками — по-одному в Києві та Одесі.

## Історія
У 1975 році разом з партнером Серджо Галеотті (Sergio Galeotti), Джорджо Армані випустив першу чоловічу лінію prêt-a-porter, а рік опісля — аналогічну колекцію жіночого одягу.
На початку 1980-х Армані відкрив створення одягу для кіно. Першою роботою в цій галузі стало створення костюму для героя Річарда Гіра (Richard Gere) в картині «Американський Жиголо». Дебют виявився успішним, і з цього часу багато представників голлівудського бомонду стали віддавати перевагу речам від Армані іншим іменитим маркам. У одязі Армані на червоній доріжці з'являлися Мішель Пфайффер (Michelle Pfeiffer), Рассел Кроу (Russell Crowe), Роберт де Ніро (Robert de Niro), Бенісіо Дель Торо (Benicio Del Toro) та багато інших.
Армані швидко розвивалася, і в 1981 році були запущені колекції Emporio Armani і Armani Jeans.
У 1982 році з'явилися перші жіночі парфуми, через два роки — чоловічий парфюм, в 1986 році — модель телефону Notturno, в 1986 — сонцезахисні окуляри.
У 1995 році був створений знаменитий жіночий аромат Acqua di Gio.

## Armani/Hotels
У травні 2005 року Армані підписав контракт з компанією Emaar Properties на створення серії готелів Armani Hotels & Resorts. Згідно з цією угодою Армані є відповідальною за дизайн готелів мережі. За концепцією Armani Hotels & Resorts мають стати міжнародною мережею готелів класу «люкс», а її філії будуть відкриті в столицях та інших великих містах світу. Відкриття першого готелю мережі, Armani Hotel Dubai, намічено на кінець 2009 року, другий — у Мілані в 2010 році.
Армані керує кафе, баром й нічним клубом.